# Kisselwörth und Sändchen
Das Naturschutzgebiet  Kisselwörth und Sändchen  liegt im Landkreis Mainz-Bingen in Rheinland-Pfalz. Das 73,48 ha große Gebiet, das im Jahr 1981 unter Naturschutz gestellt wurde, erstreckt sich auf den beiden Rheininseln Sändchen im Norden und Kisselwörth im Süden, östlich der Ortsgemeinde Nackenheim. Unweit westlich verlaufen die Bundesstraße 9 und die Bahnstrecke Mainz–Mannheim.